# Nicolas Barone
Pour les articles homonymes, voir Barone.
Nicolas Barone est un coureur cycliste français, né le 6 mars 1931 dans le 14e arrondissement de Paris et mort le 31 mai 2003 à Mougins.

## Biographie
Nicolas Barone est professionnel de 1955 à 1961, dans deux équipes différentes.
Il participe à quatre Tours de France et porte pendant une journée le maillot jaune lors de la huitième étape du Tour de France 1957. Cette même année, il remporte notamment une étape de Paris-Nice.

## Palmarès

### Palmarès amateur
- 1953
  - Paris-Elbeuf
  - 3e de Paris-Bligny-Reims
  - 3e de Paris-Méry
- 1954
  - Route de France :
    - Classement général
    - 3e étape

  - Paris-Montereau-Paris
  - 10ea étape du Tour du Mexique (contre-la-montre)
  - 2e de Paris-Lorris
  - 3e du championnat d'Île-de-France sur route
  - 5e du championnat du monde sur route amateurs

### Palmarès professionnel
- 1956
  - 2e du Grand Prix de Nice
- 1957
  - 4e étape de Paris-Nice
  - 4e étape du Tour de Luxembourg
  - 4e du Tour des Flandres
  - 6e de Milan-San Remo
  - 9e de Bordeaux-Paris
- 1958
  - Paris-Camembert
  - 3e étape du Circuit d'Aquitaine (contre-la-montre par équipes)
    - 2e du Classement Général

  - 10e de Milan-San Remo
- 1959
  - Paris-Camembert
  - 3e de Menton-Gênes-Rome

## Résultats sur le Tour de France
4 participations
- 1955 : 56e
- 1956 : 38e
- 1957 : 40e, vainqueur du Prix de la combativité,  maillot jaune pendant un jour
- 1958 : abandon (15e étape)